# مارریختان
مارریختان (به لاتین: Ophidiomorpha) یک کلاد متشکل از مارها و خویشاوندان اولیه و وابستگان پیشین آنها است که توسط پاسی و کالدوِل (۲۰۰۷) پیشنهاد شده‌است کلاد به عنوان یک کلاد مبتنی بر گره تعریف شد که حاوی جدیدترین جد مشترک dolichosaurs، ادریوسور، Aphanizocnemus و مارسانیان و همه نوادگان موجود آنها است.
وجود مارریختان به عنوان یک کلاد ممکن است مشکل‌ساز شود زیرا در داخل پایتون‌ریختان قرار می‌گیرد، کلادی که خود به‌طور کلی در مورد آن که شامل موساسوریان و مارها، آخرین جد مشترک آنها و همه نوادگانش باشد توافق نشده‌است. در واقع، بیشتر خزنده‌شناسان و دیرینه‌شناسان قرن بیستم این ایده را رد کردند و در عوض به دنبال نشان دادن رابطه نزدیک بین موساسوریان و مارمولک‌های بزمجه‌ای بودند.